# ياسمين فهيمي
ياسمين فهيمي (بالألمانية: Yasmin Fahimi) (مواليد 25 كانون الأول 1967 في هانوفر) سياسية ألمانية عضوة في البرلمان الألماني، كما شغلت سابقاً من كانون الثاني 2014 إلى كانون الأول 2015 منصب الأمين العام للحزب الديمقراطي الاجتماعي SPD.

## نشأتها وتعليمها
ترعرعت ياسمين فهيمي مع شقيقها الأكبر نصف أيتام في هانوفر. والدتها معلمة اجتماعية ألمانية، ووالدها كان كيميائيًا إيرانيًا توفي في حادث سيارة قبل ولادتها. ذهبت ياسمين من 1974 إلى 1978 إلى المدرسة الابتدائية في ألتفارمبوشن ومن 1978إلى 1987 المدرسة الثانوية في إسيرنهاغن. درست الهندسة الكهربائية في جامعة هانوفر من 1987 إلى 1989 والكيمياء من 1989 إلى 1998.
من 1998إلى 2000 عملت فهيمي كباحثة في مؤسسة العمل والبيئة في الاتحاد الصناعي للتعدين والكيمياء والطاقة (IG BCE) ومنذ ذلك الحين وهي عضوة في الاتحاد. عملت بعد ذلك كسكرتيرة نقابية في IG BCE في برلين - براندنبورغ ومونستر بيليفيلد وكذلك في قسم الشباب في منطقة ريكلينغهاوزن. من 2005 إلى 2014 كانت فهيمي رئيسةً لقسم السياسة والتطوير التنظيمي في المجلس التنفيذي ل IG BCE في هانوفر وأيضاً من 2011 إلى 2014 المدير الإداري لمنتدى الابتكار في الاتحاد الصناعي للتعدين والكيمياء والطاقة.

## الحياة السياسية
انتسبت فهيمي للحزب الديمقراطي الاجتماعي في عام 1984. وكانت عضوًا في المجلس التنفيذي الاتحادي لمنظمة الشباب التابعة للحزب، ومن 2009 إلى 2013 نائبة لرئيسة الحزب في هانوفر.
في مؤتمر خاص للحزب في 26 كانون الثاني 2014 ، تم انتخاب فهيمي بنسبة 88,5٪ من الأصوات لتكون الأمين العام للحزب الديمقراطي الاجتماعي تحت قيادة رئيس الحزب زيغمار غابرييل لتخلف بذلك أندريا ناليس في المنصب. بحلول أواخر عام 2015 حلت كاترينا بارلي محلها في المنصب.
منذ عام 2016 عملت فهيمي في منصب وزير دولة في الوزارة الاتحادية للعمل والشؤون الاجتماعية تحت قيادة الوزيرة أندريا ناليس. وبهذه الصفة تشرف على أنشطة الوزارة بشأن السلامة والصحة المهنيتين وأمن الشيخوخة والمسائل المتعلقة بالأشخاص ذوي الإعاقة والتشغيل الدولي والسياسة الاجتماعية (بما في ذلك العلاقات مع منظمة العمل الدولية).
في تشرين الثاني 2016 أعلنت فهيمي أنها سوف تترشح لمقعد برلماني في الانتخابات الوطنية لعام 2017. منذ أن أصبحت عضوًا في البوندستاغ تعمل في الجنة المالية. بصفتها نائب عضو في لجنة الشؤون الخارجية، فهي مقررة مجموعة برلمانية عن العلاقات مع أمريكا اللاتينية والكاريبي وإسبانيا والبرتغال وإيطاليا ومالطا.

## روابط خارجية
- ياسمين فهيمي على موقع IMDb (الإنجليزية)
- ياسمين فهيمي على موقع مونزينجر (الألمانية)